# Палладийдискандий
Палладийдискандий — бинарное неорганическое соединение
палладия и скандия
с формулой PdSc2,
кристаллы.

## Получение
- Сплавление стехиометрических количеств чистых веществ:

{\displaystyle {\mathsf {Pd+2Sc\ {\xrightarrow {1200^{o}C}}\ PdSc_{2}}}}

## Физические свойства
Палладийдискандий образует кристаллы
кубической сингонии,
пространственная группа F d3m,
параметры ячейки a = 1,2427 нм, Z = 32,
структура типа никельдититана NiTi2
.
Соединение образуется по перитектической реакции при температуре 1200°C.